# Giuseppe Patroni Griffi

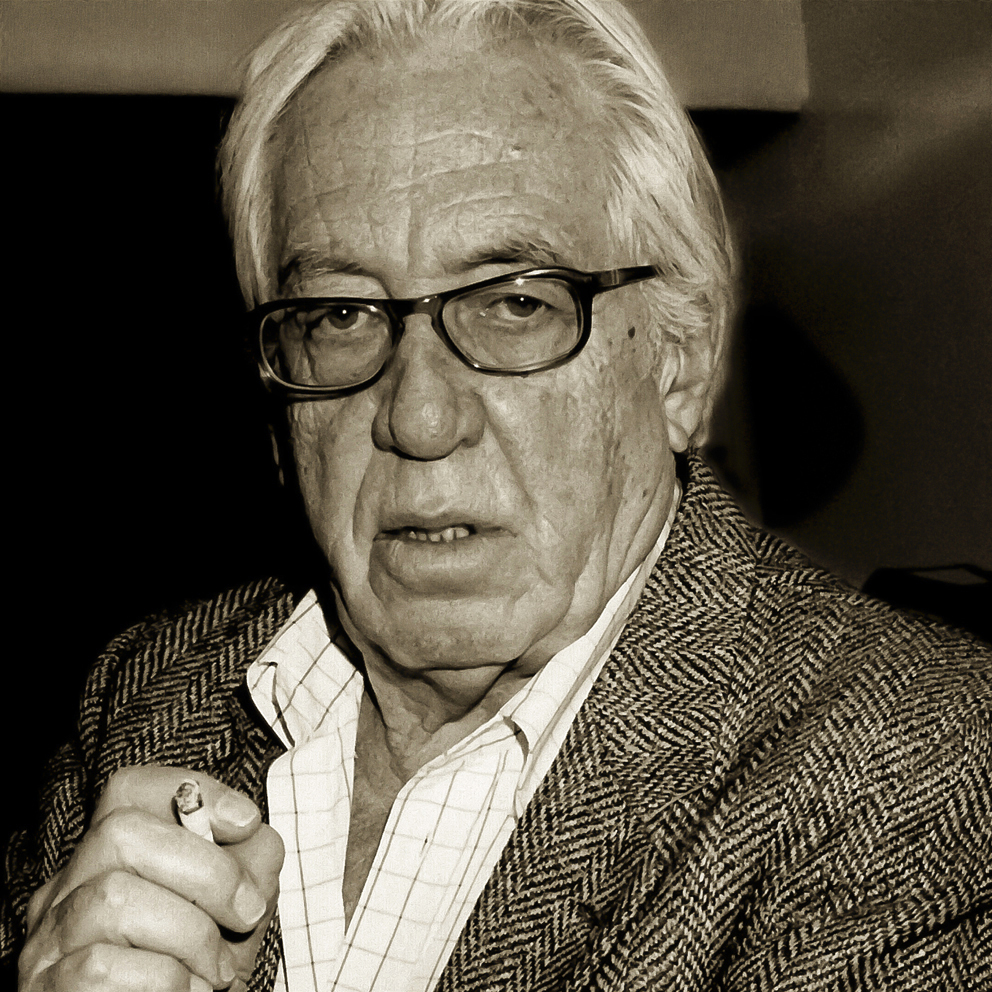
Giuseppe Patroni Griffi (1995). Porträt von Augusto De Luca

Giuseppe Patroni Griffi (* 27. Februar 1921 in Neapel; † 15. Dezember 2005 in Rom) war ein italienischer Regisseur und Schriftsteller. 

## Leben
Patroni Griffi war als Autor mit Romanen wie „Scende giù per Toledo“ und „Gli occhi giovani“ sowie Theaterstücken wie „D'amore si muore“, „Anima nera“ und „Metti una sera a cena“ erfolgreich.
Seit 1952 schrieb er auch zahlreiche Drehbücher für bedeutende Spielfilme von Francesco Rosi, Roberto Rossellini, Luchino Visconti und Valerio Zurlini, nachdem er mit zwei leichten musikalischen Komödien für Domenico Paolella begonnen hatte. Für sieben Filme, darunter eine Fernseharbeit nach Alberto Moravia, stand er selbst als Regisseur hinter der Kamera. Bereits sein erstes Werk, der 1962 entstandene Il mare, präsentierte für damalige Zeiten gewagte Beziehung seiner zwei Protagonisten (ein Homosexueller und ein Kind). Etliche seiner Filme entstanden nach eigenen literarischen Vorlagen.

## Filmografie (Auswahl)
Regie
- 1969: Metti, una sera a cena
- 1971: Addio fratello crudele
- 1971: 'Tis Pity She's a Whore
- 1974: Identikit
- 1975: Ein göttliches Geschöpf (Divina creatura)
- 1985: Der Käfig (La gabbia)
- 1988: Die Römerin (La romana, TV-Mini-Serie)

Drehbuch
- 1959: Auf St. Pauli ist der Teufel los (I magliari)
- 1961: Das Mädchen mit dem leichten Gepäck (La ragazza con la valigia)
- 1962: Schwarze Seele (Anima nera)
- 1966: Hexen von heute (Le streghe)
- 1967: Schöne Isabella (C'era una volta…)

## Romane
Patroni Griffi schrieb mehrere Romane über seine Heimatstadt Neapel:
- Scende Giu' per Toledo (1979)
- Der Tod der Schönheit (La Morte della Bellezza), ISBN 978-3861490234

Weitere Werke:
- Gli occhi giovani
- Ragazzo di Trastevere
- Anima nera